# Sachs Harbour
Sachs Harbour est un hameau situé dans la région d'Inuvik dans les Territoires du Nord-Ouest au Canada.
Il s'agit de la seule communauté de l'île Banks et sa population est de 103 habitants selon le recensement de 2016.
Le nom traditionnel de la région est « Ikahuak », ce qui signifie « où vous allez » mais son nom officiel vient du navire Mary Sachs qui faisait partie de l'expédition canadienne dans l'Arctique de 1913.
La majeure partie du village se trouve à moins de 230 mètres du rivage.

## Communauté
La population est à majorité inuite et les deux langues parlées sont l'inuinnaqtun (inuvialuktun) et l'anglais.
Les services comprennent un détachement de la Gendarmerie royale du Canada, composé de deux membres, et un centre de santé avec une infirmière. Les services téléphoniques et internet sont fournis par Northwestel.

## Climat
| Mois                                  | jan.       | fév.       | mars       | avril    | mai        | juin       | jui.      | août      | sep.       | oct.       | nov.       | déc.     | année           |
| ------------------------------------- | ---------- | ---------- | ---------- | -------- | ---------- | ---------- | --------- | --------- | ---------- | ---------- | ---------- | -------- | --------------- |
| Température minimale moyenne (°C)     | −31,7      | −32,1      | −30,3      | −22      | −10,5      | 0,1        | 3,1       | 0,9       | −3,4       | −13,7      | −23,9      | −28,5    | −16             |
| Température moyenne (°C)              | −28        | −28,3      | −26,7      | −18,3    | −7,6       | 3,1        | 6,6       | 3,7       | −1,2       | −10,7      | −20,5      | −25,1    | −12,8           |
| Température maximale moyenne (°C)     | −24,4      | −24,5      | −23,1      | −14,6    | −4,6       | 6,1        | 10        | 6,5       | 1,2        | −7,7       | −17,1      | −21,5    | −9,5            |
| Record de froid (°C) date du record   | −52,2 1975 | −50,2 1985 | −48,4 1979 | −43 1997 | −26,7 1958 | −16,5 1978 | −5 2002   | −11 1995  | −22,8 1975 | −35,5 1996 | −42,8 1972 | −45 1957 | −52,2 10/1/1975 |
| Record de chaleur (°C) date du record | −4,4 1974  | −4,5 1989  | −4 1988    | 2,2 1960 | 10 1994    | 20,5 1977  | 24,2 1982 | 21,5 2000 | 15,6 1957  | 4,4 1969   | 1,7 1970   | −4 1983  | 24,2 6/7/1982   |
| Ensoleillement (h)                    | 0          | 27,5       | 168,6      | 276      | 252        | 397,3      | 254,2     | 152,8     | 76,9       | 36,6       | 0          | 0        | 1 641,9         |
| Précipitations (mm)                   | 4,9        | 6,6        | 7,1        | 12,1     | 9,1        | 7,5        | 17,6      | 28,9      | 22         | 20         | 9          | 7        | 151,5           |
| dont neige (cm)                       | 5,2        | 7          | 7,7        | 12,4     | 9,3        | 2,4        | 0,9       | 4,1       | 10,9       | 20,2       | 9,4        | 8,3      | 97,7            |
| Nombre de jours avec précipitations   | 6,5        | 6,3        | 6,7        | 5,6      | 7,4        | 4,7        | 8,1       | 14,5      | 12         | 13,7       | 8,2        | 6,2      | 99,9            |
| Humidité relative (%)                 | 84,3       | 81,6       | 76,9       | 81,7     | 88,9       | 86,7       | 87,8      | 93,9      | 91,9       | 88,2       | 86         | 86,3     | 86,4            |
| Nombre de jours avec neige            | 6,6        | 6,4        | 6,7        | 5,6      | 7,3        | 1,8        | 0,6       | 3,4       | 7,4        | 13,3       | 8,3        | 6,3      | 73,5            |

| Diagramme climatique                                  |               |               |              |              |           |           |            |           |             |             |             |
| J                                                     | F             | M             | A            | M            | J         | J         | A          | S         | O           | N           | D           |
| −24,4−31,74,9                                         | −24,5−32,16,6 | −23,1−30,37,1 | −14,6−2212,1 | −4,6−10,59,1 | 6,10,17,5 | 103,117,6 | 6,50,928,9 | 1,2−3,422 | −7,7−13,720 | −17,1−23,99 | −21,5−28,57 |
| Moyennes : • Temp. maxi et mini °C • Précipitation mm |               |               |              |              |           |           |            |           |             |             |             |

## Population
- 104 (recensement de 2021)
- 103 (recensement de 2016)[3]
- 112 (recensement de 2011)
- 122 (recensement de 2006)[4]
- 114 (recensement de 2001)

## Économie
L'économie repose en grande partie sur la chasse et le piégeage, mais le tourisme joue également un rôle mineur, l'association locale de chasseurs et de trappeurs fournit ainsi des pourvoiries pour la chasse au gros gibier, comme le bœuf musqué et les ours polaires. Les résidents pratiquent également la pêche sur glace, capturant les poissons du golfe d'Amundsen et de la mer de Beaufort. Chaque printemps, il y a une chasse à l'oie dont l'île Banks abrite la plus grande colonie d'Amérique du Nord. 
Les trois quarts de la population mondiale de bœufs musqués parcourent l'île. La communauté en fait la plus grande récolte commerciale au Canada. Des caribous de la toundra et des ours polaires sont également observés sur l'île. Le 26 avril 2006, le premier hybride grizzly-ours blanc documenté dans le monde a été abattu près du village.
L'exploration pétrolière et gazière a créé des emplois au fil des ans pour certains résidents de Sachs Harbour. Selon les estimations, le pétrole récupérable à des fins commerciales dans la mer de Beaufort se situerait entre 4 et 12 milliards de barils et il y aurait entre 370 et 1 780 km3 de gaz naturel.
Les livraisons en vrac de nourriture et d’autres articles sont assurées par barge pendant les mois d’été. Des vols depuis Inuvik, situés à quelque 523 km au sud-ouest, fonctionnent toute l’année via l’aéroport Sachs Harbour.